# Trevor Hudgins
Trevor Hudgins (* 23. März 1999 in Manhattan (Kansas)) ist ein US-amerikanischer Basketballspieler.

## Werdegang
Hudgins spielte als Schüler in seiner Heimatstadt Basketball an der Manhattan High School und wechselte 2017 an die Northwest Missouri State University. Nachdem er in der Saison 2017/18 nicht am Wettkampfbetrieb teilgenommen hatte, bestritt er zwischen 2018 und 2022 insgesamt 139 Spiele, in denen er ausnahmslos der Anfangsaufstellung angehörte. In diesen Spielen erzielte er eine Gesamtzahl von 2829 Punkten, setzte sich damit in den Bestenlisten der Northwest Missouri State University und der Mid-America Intercollegiate Athletics Association (MIAA) an die Spitze. 2019, 2021 und 2022 gewann Hudgins mit der Hochschulmannschaft der Northwest Missouri State University den Meistertitel der zweiten NCAA-Division. Zu seinen Mannschaftskameraden gehörte dabei zeitweilig Wesley Dreamer. Von der Vereinigung der US-amerikanischen Basketballtrainer (NABC) wurde Hudgins in den Spieljahren 2020/21 sowie 2021/22 jeweils als bester Spieler der zweiten NCAA-Division ausgezeichnet. In der MIAA war er 2019/20, 2020/21 und 2021/22 laut Abstimmung jeweils der beste Spieler der Saison. Nach Hudgins wurde ein Preis benannt, der jährlich vom Unternehmen Small College Basketball vergeben wird. Ausgezeichnet wird damit ein Spieler für die sportlichen Leistungen während seiner Zeit an einer US-Hochschule außerhalb der ersten NCAA-Division.
Anfang Juli 2022 wurde Hudgins von der NBA-Mannschaft Houston Rockets mit einem Zweiwegevertrag ausgestattet. Er bestritt für die Texaner fünf Begegnungen in der NBA, während er bei den Rio Grande Valley Vipers in der NBA-G-League in 46 Spielen zum Einsatz kam. Er erreichte mit Rio Grande das Endspiel der NBA-G-League und erzielte im Durchschnitt 18,7 Punkte je Begegnung.
Im November 2023 nahm Hudgins ein Angebot des französischen Erstligisten Le Mans Sarthe Basket an. Im Februar 2025 gewann er mit Le Mans den französischen Ligapokal Leaders Cup und wurde als bester Spieler des Finals ausgezeichnet. Im Mai 2025 kam auch sein früherer Mannschaftskamerad an der Northwest Missouri State University, Wesley Dreamer, nach Le Mans.